# Trịnh thái hậu (Đường Tuyên Tông)
Hiếu Minh Trịnh Thái hậu (chữ Hán: 孝明鄭太后, ? - 26 tháng 12, 865), hay Hiếu Minh Trịnh hoàng hậu (孝明鄭皇后), là một cung nhân của Đường Hiến Tông Lý Thuần, đồng thời còn là mẹ ruột của Đường Tuyên Tông Lý Thầm và là hoàng tổ mẫu của Đường Ý Tông Lý Thôi trong lịch sử Trung Quốc.
Sau khi Hiến Tông hoàng đế băng hà, bà được phong thành Thái phi do con trai bà là Tuyên Tông khi ấy được phong Vương. Về sau, khi Đường Tuyên Tông kế vị, bà trở thành Hoàng thái hậu, rồi Thái hoàng thái hậu khi cháu ruột là Đường Ý Tông lên kế vị Hoàng đế. Bà là một trong 2 vị Thái hoàng thái hậu của triều đại nhà Đường, bên cạnh Ý An hoàng hậu Quách thị, chính thất của Đường Hiến Tông, người mà trước kia bà từng phụng hầu với tư cách Thị nữ.

## Tiểu sử
Sử liệu không cho biết nhiều về thân thế, ngày sinh và tên thật của bà. Theo Cựu Đường Thư, tư liệu về gia thế gốc và chuyện bà nhập cung khá ít. Còn theo ghi chép trong Tân Đường thư, thì nguyên quán của bà nay thuộc vùng Đan Dương, thuộc Nhuận Châu (潤州); nay là Nam Kinh, Giang Tô, Trung Quốc. Có lời đồn về việc bà vốn là con cháu gia tộc Nhĩ Chu thị (尔朱氏), một gia tộc thế hiển thời Bắc Ngụy. Đầu những năm Nguyên Hòa thời Đường Hiến Tông, Tiết độ sứ Trấn Hải là Lý Kĩ (李錡) nổi dậy chống lại triều đình, nghe được lời tiên đoán rằng Trịnh thị sẽ hạ sinh được một hoàng đế nên quyết định cưới bà làm thiếp. Tuy nhiên, Lý Kĩ nhanh chóng thua trận và bị nhà Đường giết chết năm 807 cả gia quyến bị bắt sung vào cung làm nô tì, Trịnh thị được sắp xếp làm cung nhân hầu hạ Quách quý phi, tình cờ được Hiến Tông sủng hạnh.
Ngày 27 tháng 7 năm 810 (nhằm ngày 22 tháng 6 năm Nguyên Hòa thứ 5), Trịnh thị hạ sinh hoàng tử Lý Thầm ở Đại Minh cung (大明宮), là Hoàng tử thứ 13 của Hiến Tông.
Năm Nguyên Hòa thứ 15 (820), Đường Hiến Tông băng hà. Con trai của Quách Quý phi là Thái tử Lý Hằng lên nối ngôi, tức là Đường Mục Tông. Năm sau, Trường Khánh nguyên niên (821), Mục Tông phong Vương cho các hoàng tử và hoàng đệ, trong đó Lý Thầm được phong tước vị Quang vương (光王). Do đó, Trịnh thị trở thành một Phiên vương Thái hậu, hiệu là Quang Vương thái phi (光王太妃).
Lý Thầm thường mộng thấy rồng bay lên trời, có lúc đem chuyện này nói với mẹ là Quang Vương Thái phi Trịnh thị, bà bảo: Những điều này tuyệt đối không được cho người khác hay, nếu không sẽ mang họa. Những hoạt động của bà trong thời gian này không được đề cập đến nhiều trong sử sách. Tuy nhiên, có một sự việc đáng chú ý rằng: Năm 846, em trai bà là Trịnh Quang (鄭光) mộng thấy xe gấu chở mặt trăng và mặt trời, 6 ngọn nến cháy sáng rực rồi hợp lại thành một ngọn lửa duy nhất. Quang nhờ pháp sư tiên đoán và được biết đó là dấu hiệu về một điềm lành to lớn sẽ đến.

## Mẫu dĩ Tử quý
Năm Hội Xương thứ 6 (846), ngày 1 tháng 3 ÂL, Đường Vũ Tông do đam mê thuốc trường sinh bất lão, cuối cùng bị độc sát mà chết, tuổi còn trẻ. Hoạn quan can chính, ủng hộ lập thứ thúc của Đường Vũ Tông là Quang vương Lý Thầm kế vị, tức Đường Tuyên Tông. Tháng 4 (ÂL) cùng năm, Tuyên Tông ra chỉ dụ tấn tôn cho Quang Vương thái phi Trịnh thị trở thành Hoàng thái hậu, còn Thái hoàng thái hậu Quách thị thì vẫn được giữ nguyên ngôi vị. Em trai Hoàng thái hậu Trịnh thị là Trịnh Quang được phong chức Hộ bộ Thượng thư, Chư Vệ tướng quân, rồi Tiết độ sứ Bình Lư (平盧).
Lúc này, trong hậu cung có đến 3 vị Thái hậu, gồm Quách Thái hoàng thái hậu, Trịnh Thái hậu là mẹ của Tuyên Tông và Tiêu thái hậu là mẹ của Đường Văn Tông. Vì Quách hậu là nguyên phi của Đường Hiến Tông, mẫu hậu của Đường Mục Tông và là hoàng tổ mẫu của Đường Kính Tông, Đường Văn Tông và Đường Vũ Tông, nên tôn vị của bà ta trong hoàng cung lẫn hoàng thất cực kỳ tôn quý. Về sau, dù Kính Tông hoàng đế, Văn Tông hoàng đế có tôn Vương Thái hậu và Tiêu Thái hậu phụng dưỡng, cũng không quên tối kính đối với hoàng tổ mẫu Quách Thái hoàng thái hậu. Tuy nhiên, đến khi Tuyên Tông lên ngôi thì tình hình lại khác hẳn. Khi xưa, Trịnh Thái hậu làm cung nữ hầu hạ cho Quách Quý phi đang đắc sủng, đột nhiên được Hiến Tông sủng hạnh và mang long thai, nên đã làm Quách Quý phi cực kỳ phẫn nộ, thường xuyên la mắng và chèn ép. Khi Tuyên Tông đăng cơ, có nghe chuyện trước đây nên tỏ ra bất bình, cộng với mối nghi ngờ Quách hậu hạ sát Hiến Tông hoàng đế nhằm lập con trai là Mục Tông đăng cơ, nên Tuyên Tông càng không coi trọng Quách hậu khiến bà bất mãn, dù vẫn giữ tôn vị Thái hoàng thái hậu cho bà như cũ.
Năm Đại Trung thứ 2 (848), tháng 6, Thái hoàng thái hậu Quách thị có ý định nhảy lầu tự sát, tả hữu cản lại kịp, ngay hôm sau thì đột ngột qua đời ở Hưng Khánh cung. Nhiều lời dị nghị rằng, Tuyên Tông khi nghe tin Quách hậu muốn tự sát vì bị ông đối đãi không tốt, đã trở nên tức giận và âm thầm hạ sát bà. Sau khi Quách hậu băng, Đường Tuyên Tông có ý chuyển kim quan của bà chôn ở nơi khác, vì ông dự định sau khi Trịnh Thái hậu qua đời sẽ hợp táng bà cùng Hiến Tông tại Cảnh lăng. Tuy nhiên, nhiều quần thần dị nghị và kịch liệt phản đối, việc bèn thôi.
Trịnh Thái hậu mặc dù đã là Hoàng thái hậu, nhưng bà vẫn quyết định sống ở Đại Minh cung, và Tuyên Tông phụng dưỡng bà rất chu đáo. Còn Trịnh Quang về sau được đổi làm Tiết độ sứ Hà Trung, sau đó đưa về Trường An. Trịnh Thái hậu nói với Tuyên Tông rằng, Trịnh Quang phải sống trong cảnh bần hàn, vì thế Tuyên Tông ban cho Trịnh Quang rất nhiều lương bổng và chức vị trọng hậu, tuy nhiên không cho nắm quyền trong triều.

## Vị hiệu Thái hoàng
Năm Đại Trung thứ 13 (859), Đường Tuyên Tông do trúng độc mà băng hà. Con trai của Tuyên Tông là Vận vương Lý Ôn kế vị, tức là Đường Ý Tông. Ngay sau đó, Ý Tông lập tức tôn Trịnh Thái hậu làm Thái hoàng thái hậu, trở thành vị Thái hoàng thái hậu thứ 2 và cuối cùng của lịch sử Đại Đường.
Năm Hàm Thông thứ 6 (865), ngày 26 tháng 12 (âm lịch), Trịnh Thái hoàng thái hậu giá băng tại Đại Minh cung, không rõ bao nhiêu tuổi. Thời khắc bà qua đời, hai bộ Đường thư đều ghi khác biệt. Tân Đường thư ghi lại, ở năm Hàm Thông thứ 3 (862), Đường Ý Tông từng ở Tam điện hầu hạ Trịnh Thái hoàng thái hậu hưởng yến, khoảng 3 năm sau thì băng. Nhưng Cựu Đường thư trong phần truyện về bà lại nói đến những năm cuối niên hiệu Đại Trung, tức tầm năm 859 đến năm 860 thì Trịnh hậu đã qua đời rồi, trong khi bản thân bản kỷ Ý Tông cũng ghi nhận bà qua đời là vào năm Hàm Thông thứ 6 như Tân Đường thư. Bất luận như thế nào, tổng cộng từ khi bà hạ sinh Tuyên Tông đến khi mất, thì bà đã hoạt động ở Đường cung hơn 50 năm, như vậy thời điểm bà qua đời ít nhất cũng hơn 60 tuổi, khả năng cao là thọ 70 tuổi. Số tuổi này có thể thấy bà tương đối trường thọ.
Bà được Đường Ý Tông truy tôn với thụy hiệu là Hiếu Minh hoàng hậu (孝明皇后). Do trước đó Quách Thái hoàng thái hậu đã được hợp táng cùng Hiến Tông nên Trịnh Thái hoàng thái hậu chỉ được chôn cất ở gần Cảnh lăng và được thờ trong ngôi miếu khác chứ không phải trong miếu của Hiến Tông.

## Văn hóa đại chúng
| Năm  | Phim                   | Diễn viên         |
| ---- | ---------------------- | ----------------- |
| 2009 | 《Cung Tâm Kế》 宫心计 | Hàn Mã Lợi 韓馬利 |